# Gmina Kamień (Powiat Rzeszowski)
Die Gmina Kamień ist eine Landgemeinde im Powiat Rzeszowski der Woiwodschaft Karpatenvorland in Polen. Ihr Sitz ist das gleichnamige Dorf mit etwa 4600 Einwohnern.

## Gliederung
Das Dorf Kamień ist in 4 Schulzenämter getrennt:  Kamień-Górka, Kamień-Podlesie, Kamień-Prusina und Krzywa Wieś.

## Geschichte
Von 1975 bis 1998 gehörte Kamień zur Woiwodschaft Rzeszów.

## Gliederung
Zur Landgemeinde (gmina wiejska) Kamień gehören drei Dörfer mit sechs Schulzenämtern:
- Kamień mit den Schulzenämtern Kamień-Górka, Kamień-Podlesie, Kamień-Prusina und Krzywa Wieś
- Nowy Kamień (Steinau)
- Łowisko.

Die Ortschaft Morgi ist ein Weiler im Schulzenamt Kamień-Podlesie.